# サバイバルプロジェクト
サバイバルプロジェクト (SurvivalProject,朝鮮語: 서바이벌 프로젝트 ) は、かつて日本でガンホー・オンライン・エンターテイメントが運営をしていたオンラインアクションゲーム。韓国 IO Entertainment によって開発された。日本ではガンホー・オンライン・エンターテイメントが2004年6月29日よりサービスを提供していたが、ユーザー数が極端に少ないがために採算が合わず、韓国 HanbitSoft と結ばれたライセンスの更新日である2006年8月31日にサービスを終了した。
略称は『SP』や『サバプロ』が使われているが、韓国では公式に『surp（サープ）』と呼んでいる。
サービスしている殆どの国でアイテム課金方式を採用しており、ゲームそのものは無料でプレイが可能。
2013年2月24日、韓国でのサービス終了により、全世界のSurvival Projectはサービスを終了した。

## 概要
ストーリーにファンタジー的な要素を持ち、個性的なキャラクターを操作して多種多様なゲームモードを楽しむ事ができるオンラインゲーム。対人対戦がメインであるが、協力してノルマをこなすクエストやチームごとに分かれて技術を競う遊戯なども用意されている。

## システム
見下ろし視点で、キャラクターを平面上好きな方向へ移動できる。
基本的な操作はキーボードとマウスで行い、ユーザーフレンドリーなユーザーインターフェースはオンラインゲーム初心者や低年齢のユーザーに広く受け入れられている。
しかし、チャットはその種類によってオープン・友達・耳打ち・売買などに区別されるため、タブ移動しなくてはならない。別のタブでログが流れると音で知らせてくれる。
対戦などゲームプレイ中の操作はキーボードのみで行う。既定の設定では、[A]加速（ブースト）、[S]攻撃（アタック）、[F]遠距離攻撃（ショット）、[R]魔法攻撃（マジック）、[SPACE]防御および後退、[Q][W][E]アイテム使用、[↑]前進、[↓]後退、[←]左回転、[→]右回転となる。
アタックは出の早い近接攻撃。ショットはキャラごとに差があるが基本的に射撃である。アタックで相殺できるものとできないものがある。マジックは出が遅いが、高威力の弾・範囲攻撃を発動する。ただしMP消費が大きく発動成功率が低い。
アタック・ショット・マジックにはMPを消費する。最大MP値はキャラによって異なる。MPが切れると一切の技が使えない。
ブースト中はBPを消費し続ける。最大BPもキャラによって異なる。BPが切れるとブーストが出来なくなる。
ゲームアプリケーションは完成度が高く、不具合や通信ラグの発生がほぼない。また、チートなどの不正行為も殆ど見かけることがない。ただし、ゲームアプリケーションは常にフルスクリーンで実行され、ウィンドウ化することができない。

## 日本と世界での展開
前述のように日本では既にサービスが終了しているが、全盛期には「Surp one Battle」というユーザー主導の大会が行われるなど、コミュニティが活発で幅広い年齢層に支持されていた。しかし、深夜時間帯では同時接続者数が0人になるほど過疎化しており、いつも円滑にゲームをプレイできるかと問われれば疑問を呈せざるを得なかった。しかし、サバイバルプロジェクトは開発元の韓国を始めとして多くのサービス国で高い同時接続者数を誇る成功したオンラインゲームである。この違いは、日本代理店であるガンホー・オンライン・エンターテイメントの消極的なプロモーション活動の結果であるという点が大きいと言われている。

## キャラクター
12種類の多様なキャラクターが存在しており、プレイヤーは対戦ごとに好きなキャラクターを選択して使用することができる。全てのキャラクターには強化された「プレミアム」と呼ばれる特別版があり、有料の「プレミアムキャラクターカード」または「キャラクターセット」、「キャラクターマスターセット」を購入して所有することで使用できる。
ザイロ (Xyrho)
火の属性を持つ男性剣士。アタックのリーチが横にやや広い。中水準に平均的で、回転速度がやや高い。ショットは使いづらく、動作がもっさりしているが、弾自体は速い。
ヘーゼル (Hazel)
土の属性を持つ女性吸血鬼。飛行しているため移動慣性がつき易い。最大HPは低いが、相手に与えたダメージ分のHPを回復できるという特殊能力を持つ。プレミアム版ではMP・BPも回復する。ショットは設置して、ディレイをおいてまっすぐ飛んでいく。隙が少ないので、ショット・アタックと同時攻撃できる。
シャム (Shamoo)
火の属性を持つ女性魔法士。飛行しているため移動慣性がつき易い。MPとショット攻撃力が高く、遠距離攻撃に優れている。ダッシュの最高速度が速い。ショットはスタンダードな火球。アタック速度は速い上に硬直が短い。
スベン (Sven)
水の属性を持つ男性料理人（バイキング）。遅いアタック速度ながらも高い攻撃力がある。敵にショットを当てると引き寄せることができるという特殊能力を持つ。俗称は「髭（ヒゲ）」。
クリーム (Cream)
水の属性を持つ女性天使。飛行しているため移動慣性がつき易い。アタックの攻撃力は高くないが出がとても早い。その代わりに硬直は長い。ショットはうすく点滅を繰り返し、視認がしづらい。移動停止時や瀕死時にはHP(プレミアム版はHP・MP・BP)の自然回復力が向上する特殊能力を持つ。俗称は「天使」。最も弱いキャラクターと思われることもしばしばだが、その可憐な容姿からクリームだけを使い続けるユーザーも少なくない。回転速度に長けている。
ローランド (Roland)
土の属性を持つ男性剣士。アタックのリーチが最も長く(前進する)、ショットの吹き飛ばし力（ノックバック）も高い。俗称は「王子」であるが、ショットのエフェクトが卵に似ていることからしばしば「玉子（たまご）」と呼ばれることがある。
オールリ (Aurelli)
風の属性を持つ女性エルフ。攻撃速度・遠距離攻撃速度に優れているが、その分消費も激しい。また、通常攻撃が全方位攻撃となる。攻撃時に回転しながら敵を斬ることから、俗称は「扇風機」や「掃除機」。ガードが回避になっており、完全無敵になるが持続が短いので、持続の長い斧装備によるアタックや範囲魔法、火魔法を回避する術がない。
ホーク (Hawk)
風の属性を持つ男性戦士。攻撃力が高く、実質攻撃力が2倍になる二段攻撃が可能な特殊能力を持つ。ショットは飛距離があまりないが、障害物を貫通する。俗称は「逆毛」。
カーラ (Cara)
火の属性を持つ女性刺客。素早いアタックに特化しており、高い攻撃力・攻撃速度を誇る。ただし、HP・防御力・ショット攻撃力は非常に低い。2004年12月16日のアップデートによって追加された。ダッシュ時の加速度と回転速度に長ける。ガード有効時間がかなり短い。
ウォーレン (Warren)
土の属性を持つ男性戦士。近接戦闘に特化しており、高い攻撃力を誇る。一撃必殺的な趣があるためか、攻撃速度は遅い。スベンと似た特徴を持つ。ショットは自身の周囲の地面に衝撃波を出す、低威力だが発生・戻りの少し速い技。2005年05月12日のアップデートによって追加された。
ルーシー (Lucy)
水の属性を持つ女性聖職者。攻撃力は高くないが、防御力とHPが優れている。ショットの方向転換ができたり、アタックを味方に当てるとHPを回復させることができる特殊能力を持つ。2005年09月08日のアップデートによって追加された。
ウィル (Will)
風の属性を持つ男性エルフ魔法士。飛行はしていないが飛行属性を持つ。ショットを固定し、その場に留まらせることができる特殊能力を持つ。2006年02月16日のアップデートによって追加された。

## カードシステム
アイテムは大きな意味を持たず、安価で消耗品的な意味合いが強い。その代わりに「カード」というシステムがあり、これを所持することで様々な恩恵を受けることができるようになる。
ブラックカード
「武器」「防具」「魔法」の三種があり、キャラクターはそれぞれ一枚を装備することができる。また、たとえば「武器」カードの中にも「ソード」や「アックス」といった機能別の分類や、レベル1からレベル9までの階級がある。それぞれには4属性（火、水、風、土）があり、また属性に応じた特色がある。カードはアタック・ショット・ブースト・ガードなどの行動で確率で発動する。発動が成功すればカードのステータスが、その行動に乗るという仕組みである(例:ソードのブラックカード装備中にアタックをし、発動が成功すると、アタック速度が上昇した)。発動率の初期値は、「武器」「防具」は50%、魔法は30%である。さらに属性を揃えると+10%、後述のゴールドカードであれば+20%、全てゴールドカードで揃えると+10%、キャラの属性と合わせると+10%される。武器・防具の最大発動率は100%、魔法は80%である。また「スキル」と呼ばれる、元々の能力にプラスする効果もつく。「状態異常スキル」もあり、個性のあるカードが出来上がる。レベル1〜3は「状態異常スキル」が1つ、レベル4〜6は「スキル」が1つ、レベル7〜9は「スキル」と「状態異常スキル」を1つずつ兼ねて持つことができる。
ゴールドカード
ブラックカードに「フォース」と呼ばれる有料のポイントをチャージした状態のカードであり、ブラックカードより20%発動率が高い。「フォース」は日付制の期限を持ち、期限が切れるとブラックカードに戻る。また、「レベル合成」成功率がブラックカードの倍となる。
ホワイトカード
「火」「土」「水」「風」の属性を持つカードで、定められた枚数のホワイトカードを消費して同じ属性のブラックカードを「合成」することができる。「レベル合成」に成功すると、レベルが上がる。「スキル合成」はブラックカードに特殊効果を付与することができる。「レベル合成」に失敗すると、「スキル合成」扱いになる。
フォースカード
ブラックカードに「フォース」をチャージすることができる有料のカード。期限ごとに1日、7日、30日分のカードがある。
シルバーカード
「プレミアム」のキャラクターを使用したり、ブラックカードの所持限界数を増やしたりすることができる有料のカード。性能別に多くの種類がある。無期限で永久に有効なものもあるが、期限があるものは期限ごとに1日、7日、30日分のカードがある。イベントにより期間限定で配布され、期間が終了すると消滅する装備カードもある。発動率はブラックカードより10%高い。

## ブラックカードの種類
武器カード
Lv.1〜3、7〜9にて一定時間、くるくる(移動方向と入力方向が逆になる)などの状態異常スキルが付加される。
その他一定時間、防御禁止・防具カード禁止・ブースト禁止・マジック禁止なども。
ソード(剣) … アタック時に発動。主に攻撃速度の増加
アックス(斧) … アタック時に発動。主に攻撃力の増加
ワンド(杖) … ショット時に発動。主にショット攻撃力の増加
ボウ(弓) … ショット時に発動。主にショット攻撃速度(ショット自体の速度・ショット連射力)の増加
防具カード
Lv.1〜3、7〜9にて一定時間、透明状態・吸収シールド状態・加速ブーツ状態・無敵状態などのスキルが付加される
その他一定時間、アタック禁止・武器カード禁止なども。
シールド(盾) … 防御時に発動。防御時の被ダメージ軽減率の増加など
アーマー(鎧) … 非防御中にダメージを受けると発動。非防御時の被ダメージ軽減など
ブーツ(靴) … ブースト時に発動。主に移動速度(最高速度・加速度)の増加
ネックレス … 移動停止時に発動。自然回復力の増加。
マジック … レベル1は直線に飛んでいく弾。レベル2から水・土に関しては範囲攻撃となる。

## ブラックカードの属性ごとの特色
それぞれの属性には個性とも言える特色がある。
火　(高威力・低速・中燃費の傾向)
杖の連射力と、斧の威力が人気。特に杖はクエストで重宝する。鎧は硬直を激減し、被ノックバックを増加してくれるので、シャムを使えば、火クエストLv.5ボス部屋を溶岩にぶつかりながらピンボール状態で攻略することが出来る。そして、ブーツの加速度上昇率には目を見張るものがある。ただし、剣と弓の能力が平べったくて不人気。
剣…攻撃力増加(中)、消費MP増加(小)、動作速度増加(小)
斧…攻撃力増加(大)、消費MP増加(中)、動作速度減少(大)
杖…攻撃力増加(大)、消費MP増加(中)、ショット速度減少(大)、動作速度増加(大)
弓…攻撃力増加(中)、消費MP増加(小)、ショット速度増加(小)、動作速度増加(小)
盾…ダメージ軽減(中)、被ノックバック減少(小)
鎧…ダメージ軽減(小)、被ノックバック増加(大)、硬直減少(大)
靴…最高速度増加(小)、加速度増加(大)、消費BP減少(小)
マジック…直線に飛ぶ、低速高威力の弾
水　(低威力・中速度・低燃費の傾向)
特に高レベルの水剣が、低燃費の割に速度があり、攻撃力もさほど減らなくて人気。水属性は燃費・盾のダメージ軽減率が良くタイマン好きのエンドユーザーに人気だった。ただし水属性のキャラクターに生粋のアタッカーがスベンくらいしか居ないので、発動率という点でキャラ相性が微妙である。盾のダメージ軽減率は凄まじく、Lv.5あたりからカット率100%を超え、ダメージを吸収し始める。鎧のダメージ軽減率は全属性中No.1だが、ダメージ時の硬直が激増するので、ただでさえ鎧は使われることが少ない上に、クエストですら使われない。
剣…攻撃力減少(小)、消費MP減少(中)、動作速度増加(中)
斧…攻撃力増加(中)、消費MP減少(小)、動作速度減少(小)
杖…攻撃力増加(中)、消費MP減少(小)、ショット速度増加(小)、動作速度増加(小)
弓…攻撃力減少(小)、消費MP減少(中)、ショット速度増加(中)、動作速度増加(中)
盾…ダメージ軽減(大)、被ノックバック減少(小)
鎧…ダメージ軽減(大)、被ノックバック減少(中)、硬直増加(大)
靴…最高速度増加(中)、加速度増加(小)、消費BP減少(中)
マジック…発動速めの範囲攻撃(Lv1のみ直線に飛ぶ弾)
風　(低威力・高速・高燃費の傾向)
動作速度が増加するものが多い。特に剣の動作速度は凄まじいものがある。しかし1ターンキルでもしない限り、燃費が悪すぎて息切れする。チーム戦やサバイバルモード向き。タイマン向きではない。攻撃力が実質2倍の、2回攻撃が出来るホークと属性的にも相性がよい（ただし1発ごとにMP消費はされる）。MPの高いシャムやウィルとも相性はよい。剣以外の武器カードは、中途半端な爆発力の割に、MP消費が見合っていないため不人気。ただ珍しく斧のくせに動作速度が上がるので、愛好家はいる。
剣…攻撃力減少(小)、消費MP増加(大)、動作速度増加(大)
斧…攻撃力増加(中)、消費MP増加(大)、動作速度増加(小)
杖…攻撃力増加(小)、消費MP増加(大)、ショット速度増加(中)、動作速度増加(中)
弓…攻撃力減少(中)、消費MP増加(大)、ショット速度増加(大)、動作速度増加(大)
盾…ダメージ軽減(小)、被ノックバック減少(中)、ガード時間増加(大)
鎧…ダメージ軽減(小)、被ノックバック減少(中)
靴…最高速度増加(大)、加速度減少(小)、消費BP増加(中)
マジック…発動・速度の速い直線に飛ぶ弾
土　(中威力・中速・中燃費・高ノックバックの傾向)
とにかくノックバック関係に長けている。尖った性能のカードはなく不人気であるが故に、レート上有利で精霊を集めやすいので高レベルカードを作りやすい。攻撃力は火属性に次ぐ。その代わり燃費が悪くなった水属性、というイメージ。Lv.7以上の高レベルの土マジックはガードタイミングが見切りづらく、慣れないと直撃を喰らいがち。斧に関しては威力がそこそこ高いので、火斧の代替として使えるため、当時少し人気だったカード。
剣…攻撃力増加(小)、消費MP増加(小)、動作速度増加(小)、ノックバック増加(中)
斧…攻撃力増加(大)、消費MP増加(中)、動作速度減少(大)、ノックバック増加(大)
杖…攻撃力増加(中)、消費MP増加(中)、ショット速度減少(小)、動作速度増加(中)
弓…攻撃力増加(小)、消費MP増加(中)、ショット速度増加(中)、動作速度増加(中)
盾…ダメージ軽減(中)、被ノックバック減少(大)、ガード時間増加(大)
鎧…ダメージ軽減(中)、被ノックバック減少(大)
靴…最高速度増加(中)、加速度増加(中)、消費BP増加(小)
マジック…持続の長い範囲攻撃(Lv1のみ直線に飛ぶ弾)

## ゲームモード
特徴として、単なる対戦だけではなく、遊戯やクエストといった多種多様なゲームモードがある。ホストプレイヤーがモードを決めてルーム（ゲーム部屋）を作成し、他のプレイヤーがその部屋に入場することでゲームを開始できる。
コミュニティモード (Community mode)
プレイヤー同士で会話やカードの交換を行うためのモード。勝ち負けの概念はないものの、他人を攻撃することができる。
トレーニングモード (Training mode)
定められた方法でノルマをクリアしていくモード。元々はプレイ方法を覚えるために作られたチュートリアルである。
サバイバルモード (Survival mode)
自分以外が全員敵になり、乱闘を行うモード。ルームへは自由に入退場が可能であり、倒されても復活が可能で、終了という概念がない。チャット不可。
キングサバイバルモード (King Survival mode)
自分以外が全員敵になり、乱闘を行うモード。ルームへは自由に入退場が可能であり、倒されても復活が可能で、終了という概念がない。「キング」役を倒すと「キング」役を奪うことができる。その際全ての攻撃が2倍となる。チャット不可。
オートチームモード (Auto team mode)
基本的にはサバイバルモードと同じであるが、ルームに参加しているプレイヤーの半数は味方になるモード。チャット不可。
チームモード (Team mode)
敵と味方に半数ずつのチームに分かれ、どちらかが全滅すれば生き残ったチームが勝ちになるモード。
デュエルモード (Duel mode)
一人対一人で対戦を行うモード。
アサルトモード (Assalt mode)
遠距離攻撃が使用できないモード。通常攻撃や魔法攻撃は使用できる。
シンボル争奪戦モード (Symbol mode)
敵と味方に半数ずつのチームに分かれ、シンボルと呼ばれる旗を奪い合うモード。シンボルは倒すと自分チームの所有となり、全てのシンボルを所有したチームが勝ちとなる。
キングスレイヤーモード (Kings layer mode)
敵と味方に半数ずつのチームに分かれ、ランダムに選出される「キング」役を倒されたチームが負けとなるモード。
ラッキー3モード (Lucky 3 mode)
サバイバルモードのように自分以外が全員敵になり、一番早く三人倒したプレイヤーが勝ちとなるモード。
マジックラッキー3モード (Magic lucky 3 mode)
基本的にはラッキー3モードと同じであるが、魔法攻撃以外は使用ができないという制約があるモード。
ファイトクラブモード (Fight club mode)
勝ち残り式で、負けない限り「キング」を誇り、「挑戦者」と対戦するモード。「キング」が負けると「挑戦者」の一番後ろの順番に回され、「挑戦者」が勝つと「キング」となる。終了の概念がない。
トーナメントモード (Tournament mode)
敵と味方に半数ずつのチームに分かれ、チームから選出された1対1で対戦するモード。負ければ次のチームメンバーに代わり、勝てばそのまま次の相手と戦う。
雪ドッジモード (Snow dodge mode)
敵と味方に半数ずつのチームに分かれ、雪だるまから投げられる雪玉を避けるモード。雪玉に当たると体力を奪われ、チーム全員の体力が尽きると負けとなる。
サッカーモード (Soccer mode)
敵と味方に半数ずつのチームに分かれ、ボールを蹴って（攻撃して）転がし、より多くゴールに入れたチームが勝ちとなるモード。
もぐら叩きモード (Mole strike mode)
敵と味方に半数ずつのチームに分かれ、地面から這い出してきたモグラを叩いて（攻撃して）得たポイントを競うモード。稀にモグラの代わりに木が現れ、これを叩いてしまうと減点となる。
競争モード (Race mode)
敵と味方に半数ずつのチームに分かれ、障害物を避けながら一番早くゴールについたメンバーのチームが勝利となるモード。
大乱闘サバイバルモード (Large confused fighting Survival mode)
基本的にはサバイバルモードと同じであるが、NPCを含め総勢40人で行われるモード。
大乱闘オートチームモード (Large confused fighting Auto Team mode)
基本的にはオートチームモードと同じであるが、NPCを含め総勢40人で行われるモード。
大乱闘デスマッチモード (Large confused fighting Death Match mode)
基本的には大乱闘オートチームモードと同じであるが、ラウンドごとにステージが変化するモード。
アイスホッケーモード

## レベル・チャンネル
サーバ群の区別の下にチャンネルの区別があり、その下にサーバの区別がある。プレイヤーは獲得ポイントによってレベル分けされ、入場できるチャンネルが制限される。サーバ群およびサーバは好きなものを選択することが可能。
- 初級チャンネル
  - ポイント・コードの獲得ボーナスはない。
  - レベル1以上で入場が可能。
  - 単一のブラックカードレベルが4以下に制限される。
  - ブラックカードレベルの合計が5以下に制限される。
- 中級チャンネル
  - ポイント・コードを最大で4倍獲得できる。
  - レベル9以上で入場が可能。
  - 単一のブラックカードレベルが6以下に制限される。
  - ブラックカードレベルの合計が7以下に制限される。
- 上級チャンネル
  - ポイント・コードを最大で10倍獲得できる。
  - レベル13以上で入場が可能。
  - 単一のブラックカードレベルに制限はない。
  - ブラックカードレベルの合計に制限はない。